# دائرة رأس الماء
دائرة رأس الماء دائرة جزائرية في جنوب ولاية سيدي بلعباس شمال غرب الجزائر. مركزها بلدية رأس الماء وتضم إضافة إليها بلديتي واد السبع ورجم دموش.